# 滿月臺
滿月臺（朝鲜语：／），位於朝鮮民主主義人民共和國的開城工業地區之市中心區的西北之松岳山南麓，它是高麗時代的王宮遺跡，佔地約1,250,000平方公呎，現時僅存宮址及礎石。

## 建築
建造王宮時，先築起高臺，高臺上再蓋了建築物，許多類似的建築物組成一個統一的建築群落，建築物的屋頂部分層層疊疊，對稱的效果，顯得這王宮更宏偉壯麗。
王宮城牆的正門在東邊，稱為「廣化門」(광화문)。從廣化門往西走一段路，向北拐，就看見滿月臺宮殿群。大門為雙層城樓的「昇平門」(승평문)，其左右兩旁各有一座亭樓。
進入「昇平門」即可見到寬廣的「毬庭」，高麗王曾在這裡閱兵及觀看擊球比賽。
從「毬庭」徑直走，依序穿過「神鳳門」(신봉문)、「閶闔門」(창합문) 及「會慶門」(회경문) 等宮門後，就看見正殿「會慶殿」(회경전)。會慶殿所在的基座，係砌有4條寬大岩石階梯的高臺，滿月臺的主建築群就是坐落在此礎基上。
高臺上聳立的主建築群之西方，是高麗王日常處理政事和起居的房間。

## 現況
在1950年代的韓戰（北韓稱：祖國解放戰爭），攻入北韓的美國軍隊炸毀了此歷史遺跡，現時只剩滿月臺的礎石。然而，位於朝鮮首都平壤市的朝鮮中央歷史博物館及位於開城工業地區的成均館，都擁有是高麗時代的王宮之模型，供觀光客欣賞。
2013年6月23日聯合國教科文組織在柬埔寨舉行的第37屆世界遺產大會，公佈開城歷史古蹟包括開城區、滿月台、開城南大門、成均館、嵩陽書院、王建皇陵、恭愍皇陵列入世界文化遺產。

## 鄰近的觀光熱點
- 瞻星臺：高麗時代的天文臺

1. ↑  . blog.naver.com.   [2023-11-08]. （原始内容存档于2023-11-08）.